# 華麗家族
華麗家族股份有限公司（上交所：600503）是一家中國房地產開發商，主要在上海從事房地產開發。華麗家族在2001年1月成立。
2008年7月16日，華麗家族通過借殼新智科技在上海證券交易所上市。
因為中國房地產市場不景氣，2010年及2011年華麗家族分別收購了华泰长城期货有限公司40%的股权及海泰投资的股權，拓展非房地產業務。2011年及2012年，華麗家族再分別以7.88億及5億向SOHO中國出售持有的上海弘圣房地产开发有限公司31.52%及20%的股權。上海弘圣持有上海卢湾区淮海中路第43街坊的复兴天地中心。
由于该公司股票曾被泽熙投资重仓，它也一度被视为“徐翔概念股”之一。

## 外部連結
- 華麗家族公司網站 （页面存档备份，存于）